# Life or Something Like It
Life or Something Like It är en amerikansk romantisk komedi från 2002 i regi av Stephen Herek, med Angelina Jolie, Edward Burns, Tony Shalhoub och Christian Kane i rollerna.

## Handling
Angelina Jolie spelar Lanie Kerrigan, en nyfiken reporter som får veta att hon kommer dö inom en vecka.

## Rollista
| Angelina Jolie         | – Lanie Kerrigan  |
| Edward Burns           | – Pete            |
| Tony Shalhoub          | – Prophet Jack    |
| Christian Kane         | – Cal Cooper      |
| James Gammon           | – Pat Kerrigan    |
| Melissa Errico         | – Andrea          |
| Stockard Channing      | – Deborah Connors |
| Lisa Thornhill         | – Gwen            |
| Gregory Itzin          | – Dennis          |
| Max Baker              | – Vin             |
| Andromeda Dunker       | – Mo              |
| Jesse James Rutherford | – Tommy           |